# Net2phone
Net2Phone est un fournisseur de services de Voix sur IP créé par l'opérateur de télécoms américain IDT en 1990. 
Il est un pionnier de cette technologie au milieu des années 1990, dans le sillage de son concurrent israélien VocalTec, via une gamme de logiciels qui ont permis de faire baisser le coût du téléphone.
Fondée en 1990 aux États-Unis, en profitant de l'ouverture à la concurrence dans ce pays, Net2Phone s'est fait connaître dans ce domaine en lançant son service au printemps 1996 avant d'être rattrapé et doublé par des concurrents peu après son entrée en Bourse réussie de 1999.

## Histoire

### Fondation
Net2Phone a été fondée en 1990 comme une filiale d'IDT, un opérateur télécom de longue distance né de la déréglementation du marché américain, fondé lui aussi en 1990 pour commercialiser des services de call back.
IDT deviendra dans les années suivantes un important fournisseur d'accès à Internet, qui s'est fait une réputation de casser les prix.

### Entrée en Bourse de juin 1999
Net2Phone a réussi une entrée en Bourse le 30 juin 1999, avec 43 % de son capital cédé aux investisseurs, valorisant la société un peu moins de 200 millions de dollars . Le cours de l'action double ensuite en seulement quelques semaines.

### Nouveaux actionnaires en mars 2000
En mars 2000, un tiers du capital est acheté en Bourse pour environ 1,4 milliard de dollars, par un consortium incluant Yahoo! et AT&T, mené par Howard Jonas, fondateur de Net2Phone, AOL ne s'y joint pas pour des raisons de prix. La vie de la jeune société devient alors très mouvementée. Son patron Jonathan Fram est débauché en août 2000 par un concurrent, eVoice, mais le mois suivant, en septembre 2000, elle monte une coentreprise baptisée Adir Technologies, avec le géant des équipements de réseaux Cisco Systems, qu'elle est obligée un an et demi après seulement de poursuivre en justice pour non-respect de contrat , alors qu'elle vient de licencier 110 personnes, plus du quart de ses salariés. Le 13 mars 2006, alors que l'action a beaucoup baissé, sous le coup de la concurrence de Skype, une nouvelle startup fondée par deux Scandinaves pour attaquer le marché grand public, IDT, le premier actionnaire de Net2Phone, décide de racheter le capital encore en Bourse au prix modeste de 2,05 dollars par action, soit treize fois moins que le cours qui avait été atteint au soir de l'introduction en Bourse.

### Concurrence
Une autre société israélienne entrée sur cette activité, ICQ propose dès 1996 une messagerie instantanée un service conjoint avec Net2Phone.
Net2Phone est ensuite concurrencé par Skype dès février 2005 pour le service de Voix sur IP. Cette nouvelle venue a réalisé un chiffre d'affaires de 7 millions de dollars dès l'année 2004 et prévu en cours d'année 2006 qu'il devrait en atteindre 200 millions en 2006.
Net2Phone s'adresse alors à la Justice, car elle accuse Skype de violer son brevet. Cette nouvelle concurrence, sur des marchés qui se recoupent partiellement même si Net2Phone est plus centrée sur les professionnels que Skype, lui occasionne fin 2005 une perte nette de 4,1 millions de dollars par trimestre, soit un sixième de son chiffre d'affaires, pourtant en très forte expansion.